# Leonid Andreiev
assinatura
Vista da sepultura.
Leonid Nicolaevitch Andreiev (em russo:  Леонид Николаевич Андреев; Oriol, Império Russo, 21 de agosto [Calend. antigo 9 de agosto] de 1871 – Finlândia, 12 de setembro de 1919) foi um escritor e dramaturgo, considerado um dos pioneiros do Expressionismo russo.

## Biografia
Andreiev nasceu em Oriol, vindo de uma família de classe média. Sua mãe pertencia a uma antiga família Polonesa, anteriormente pertencente à aristocracia, porém empobrecida. Estudou Direito, entrando na Universidade de São Petersburgo aos 20 anos de idade. Pouco tempo após uma tentativa de suicídio aos 23, Andreiev perdeu sua matrícula por não pagar mensalidades, ingressando alguns meses depois na Universidade de Moscou.
Em outono de 1894, dois anos após  Andreiev ingressar na Universidade de Moscou, sua mãe e irmãos se mudaram para Moscou. Esse período na vida de  Andreiev foi marcado pela pobreza extrema, em que a família se via constantemente ameaçada pela fome e pelo frio. Essas experiências inspiraram suas primeiras composições literárias, como a história Sobre um Estudante Faminto, escrita entre 1891 e 1892, ainda em São Petersburgo, e as peças Rei Fome (1907) e Anatema (1909).
Abandonando a carreira legal, Andreiev se tornou repórter, escrevendo para uma coluna policial. Durante esse período, escreveu algumas histórias curtas, publicando algumas em jornais e periódicos locais. Uma de suas histórias atraiu a atenção do escritor Maxim Gorky, que o encorajou a se dedicar à literatura. Os dois se tornaram amigos, e Andreiev eventualmente abandonou a carreira anterior, rápidamente se tornando uma celebridade literária. No início de sua carreira, foi descrito como o sucessor do Realismo de Gorky.
Durante e após a Revolução Russa de 1905,  Andreiev participou ativamente da vida politica, escrevendo ensaios em defesa de ideais democráticos e se tornando o editor do jornal Rosskaya volya [ru] em 1916.  Andreiev recebeu a Revolução Russa de 1917 positivamente, mas viu a tomada do poder pelos Bolcheviques como um desastre para a Rússia.
Andreiev se mudou para a Finlândia em 1917. No mesmo ano, o país declarou independência da Rússia; Andreiev logo publicou manifestos para distribuição internacional denunciando os Bolcheviques e apelando por uma intervenção militar multinacional na Rússia. Seu último livro, O Diário de Satanás, foi terminado poucos dias antes de sua morte.
Andreiev morreu em 1919, na Finlândia. Em 1956, seu corpo foi exumado e sepultado no Cemitério de Volkovo, em Leningrado (atual São Petersburgo).

## Obra
A obra inicial de  Andreiev é centrada ao redor de questões filosóficas individualistas e personagens psicologicamente complexos inseridos em situações de precariedade e desespero. Inicialmente considerado um membro do realismo, sua obra cada vez mais incorporou elementos do Romantismo, bem como surreais e do fantástico: suas peças mais famosas foram dramas alegóricos.
Numerosas análises literárias desde os anos contemporâneos de  Andreiev interpretaram sua obra principalmente como um expoente do pessimismo. Porém, alguns acadêmicos como James B. Woodward e Fred Newton Scott apontaram diferenças significativas entre a filosofia pessoal de  Andreiev e o pessimismo clássico, citando o próprio autor em frases afirmando uma filosofia de vida aparentemente otimista.

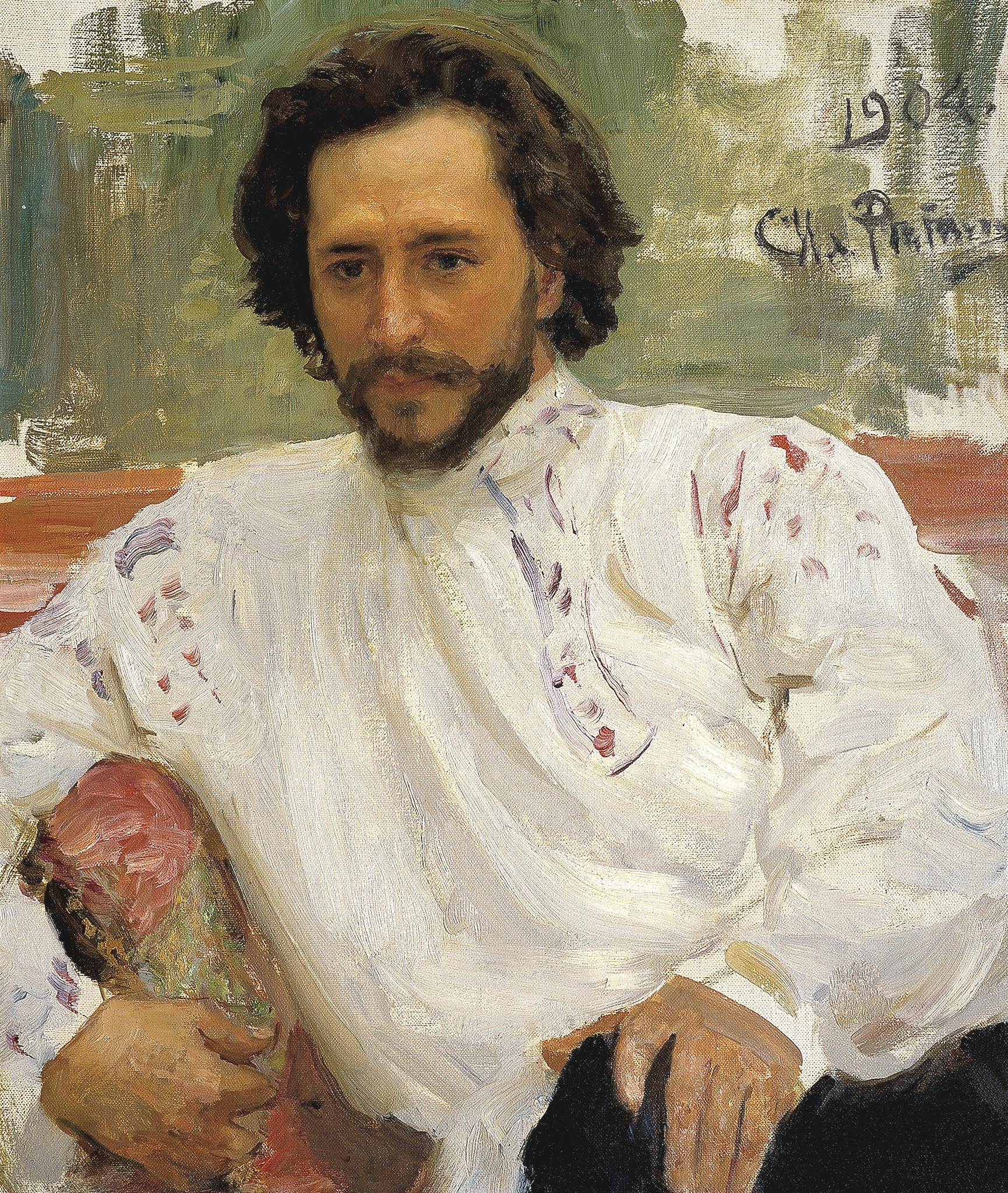
Retrato de Andreiev por Ilya Repin.